# Пираньяс (Гояс)
Пираньяс (порт. Piranhas) — муниципалитет в Бразилии, входит в штат Гояс. Составная часть мезорегиона Северо-запад штата Гойас. Входит в экономико-статистический микрорегион Арагарсас. Население составляет 11 900 человек на 2006 год. Занимает площадь 2047,760 км². Плотность населения — 5,8 чел./км².
Праздник города — 14 октября.

## Статистика
- Валовой внутренний продукт на 2003 год составляет 66 500 774,00 реалов (данные: Бразильский институт географии и статистики).
- Валовой внутренний продукт на душу населения на 2003 год составляет 5505,94 реалов (данные: Бразильский институт географии и статистики).
- Индекс развития человеческого потенциала на 2000 год составляет 0,737 (данные: Программа развития ООН).